# Orden de la Luna Creciente

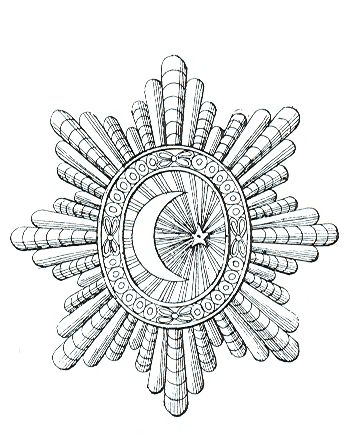

La Orden imperial de la Luna Creciente (en turco Hilal Nişanı) fue una orden caballeresca del Imperio otomano. Fue instituida en 1799 por el Sultan Selim III para recompensar a Horatio Nelson, de religión anglicana, por su victoria en la Batalla del Nilo. Todas las órdenes caballerescas otomanas existentes hasta el momento, sólo podían ser concedidas a musulmanes, razón por la cual Selim creó especialmente la Orden de la Luna Creciente para Nelson, convirtiéndolo en el primer Caballero y enviándole la insignia en agosto de 1799. Separadamente, a Nelson también le fue concedida por el sultán la condecoración del chelengk. Posteriormente, la Orden se extendió al reconocimiento y recompensa de las acciones militares británicas de mar y tierra contra las fuerzas de Napoleón en Egipto y el Mediterráneo oriental en 1801. La orden llegó a tener dos grados, Caballero de Primera Clase y Caballero de Segunda Clase.

## Portadores de la insignia
- Horatio Nelson, Caballero, 1799, ordenado por Selim III.
- Thomas Staines, ca. 1801, ordenado por Selim III.[1]
- Charles Marsh Schomberg, Caballero, 1801, ordenado por Selim III.
- John Hely-Hutchinson, Caballero de Primera Clase, ordenado por Selim III.
- Mayor General Eyre Coote, Caballero de Primera Clase, ordenado por Selim III.
- Lord George Elphinstone, Caballero de Primera Clase, ordenado por Selim III.
- Sir Richard Bickerton, Caballero de Primera Clase, ordenado por Selim III.
- Horace Sebastiani de la Porta, Caballero de Primera Clase, ordenado por Mustafa IV.